# Jeffrey Hammond
Pour les articles homonymes, voir Hammond.
 (mars 2015).
Si vous disposez d'ouvrages ou d'articles de référence ou si vous connaissez des sites web de qualité traitant du thème abordé ici, merci de compléter l'article en donnant les références utiles à sa vérifiabilité et en les liant à la section « Notes et références ».
Jeffrey Hammond ou Jeffrey Hammond-Hammond (né le 30 juillet 1946 à Blackpool) est un bassiste et peintre anglais, membre du groupe de rock progressif Jethro Tull de 1971 à 1975. 

## Biographie
Il fait la connaissance de Ian Anderson en 1963 à la Grammar School de Blackpool. Avec ce dernier, Barriemore Barlow et John Evan, Jeffrey Hammond fonde un premier groupe de musique, The Blades.
Il se consacre ensuite à des études artistiques, à l'université de Blackpool puis étudie la peinture pendant trois ans à la Central School of Art de Londres.
Il continue toutefois de suivre ses amis qui ont commencé l'aventure Jethro Tull. Il est le « Jeffrey » des titres A Song for Jeffrey de l'album This Was, Jeffrey Goes to Leicester Square sur Stand Up et For Michael Collins, Jeffrey and Me sur Benefit.
Quand Glenn Cornick est « invité » à quitter le groupe par le manager Terry Ellis, Jeffrey s'engage comme bassiste dans le Tull, à compter de l'enregistrement de l'album Aqualung, et ce jusqu'en 1975 pour Minstrel in the Gallery.
Il retourne ensuite à une vie plus calme et familiale, dans la « solitude rurale de Gloucester » (sic), et se lance dans sa véritable vocation : la peinture.